# ریشارد دور
ریشارد دور (آلمانی: Richard Dürr; ۱ دسامبر ۱۹۳۸ – ۳۰ مهٔ ۲۰۱۴) بازیکن فوتبال اهل سوئیس بود.
از باشگاه‌هایی که در آن بازی کرده‌است می‌توان به باشگاه فوتبال لوزان-اسپورت و باشگاه ورزشی یانگ بویز اشاره کرد.
وی همچنین در تیم ملی فوتبال سوئیس بازی کرده‌است.